# 火星のココロ
『火星のココロ Beautiful Little Garden』（かせいのこころ -）は、馬場民雄による日本の漫画作品。講談社とYahoo!コミックによる「新世代ヒーロー創出」を提唱する協同企画ウェブコミック誌『ヒーロークロスライン』（通称HXL）に連載されたウェブコミックである。
この項目では第2部にあたる『火星のココロ Hero come to Mars.』（かせいのこころ -）についても記載する。

## 概要

### 全体の概要
人類による開拓が進む火星コロニーを舞台に、明るく活発な少女ココロと彼女の養父であり英雄的功績を持つアレス、その心優しい妻マサコ、そして火星コロニーで唯一のノッカーズ能力を持つ仔犬コロをも含めたドナー一家の日常を描く家族漫画的側面を持ったSFストーリー漫画である。
ヒーロークロスライン連載作品の多くが「オルタレイション・バースト」の起きた西暦1999年9月26日から2010年前後にかけての近未来を描くのに対し、この作品の背景年代は単行本巻頭収録の年表によると2058年（火星暦0010年）と他作品よりもおよそ半世紀も先の未来と設定され、現在のところヒーロークロスライン作品で唯一、地球以外の天体を舞台とする点が、この作品最大の特徴である。他の作品と同様、地球においてノッカーズ犯罪は大きな社会問題だが、この時代には人類は太陽系の他の天体への移住計画を実現させつつあり、月に続き火星でもコロニーが建設され、その内部では人々が地球同様の日常生活を営んでいる。また、他のヒーロークロスライン作品が悪事を為すノッカーズやノーマル（能力を持たない人々）犯罪者とヒーローとの戦闘や闘争を描く内容が多いのに対し、この作品ではそうした戦いが描かれず、それどころか変身したり特殊な技を使うといった明確な形のヒーローやスーパーヒーロー、あるいはそれらに対する敵役が登場しない点も大きな特徴である。作品世界においてココロの養父・アレスは物語開始以前の高い功績により英雄視されるが、物語は彼の公人としての社会的活躍に焦点を当てるものではなく、彼の家族愛や、ドナー一家や様々な立場の開拓者らが過酷な環境と複雑な社会の中で生きる姿を描いており、彼らを通じていわば尊敬できる親としてのヒーロー像や、他人を思いやり行動する人間としてのヒーロー像を描く、ヒーロークロスライン作品として異彩を放つ作品である。なお、特に設定年代が他作品と大きく離れているのでキャラクターなどが直接クロスオーバー出演することは困難な様に見えるが、後述するとおり分身としての蔵人（「クランド」）の登場やココロらが所有する品物として他の作品に関連するものが描かれたり、有料版配信開始及び単行本発売前後に公開された回において表紙トビラにココロやコロと共に他作品のキャラクターが描かれるなど、積極的なクロスオーバーの試みが見られる。
（※世界観についてはヒーロークロスライン作品共通の世界観も参照。）

### 第1部
ウェブコミック誌『ヒーロークロスライン』（講談社）創刊時の初期連載作品の一つで2007年10月31日から2008年6月25日まで毎週更新。2008年3月20日より有料デジタルコミックス版配信開始、翌21日より単行本が発売、以降単行本発売や有料版配信に伴い第2話以降の既収録分話数の無料公開は順次終了するが、第1話と単行本未収録分の比較的新しい数話をYahoo!コミックにて無料で読むことができたが現在では配信サイト自体がリンク切れとなっており、無料で読むことはできない。日本の漫画作品としては珍しくセリフが横書きで左から右へとページが進む作品である。
ウェブコミック誌『ヒーロークロスライン』での連載終了後は、HXL公式同人誌『ヒーロークロスライン アフターミッション』に新作漫画が2話分掲載されたほか、HXL非公式同人誌の『SEIRU Perfect Record』『HXLIVE ヒーロークロスライブ』『wuzup』『火星のココロ 地球博物館』にも番外編が掲載されている。また『ラジオ劇場HXLアワー』のウェブサイトにも4コマ漫画が掲載されていた。

### 第2部
ウェブコミック誌『KATANA』（イーブックイニシアティブジャパン）にて2012年5月15日配信の第53号より不定期連載中。第2話までは前述の『ヒーロークロスライン アフターミッション』に掲載された2話分に描き下ろしページを追加したものを掲載し、第3話以降は完全新作漫画で掲載されている。こちらは第1部とは異なり、右から左へとページが進む作品である。

## あらすじ
火星暦0010年、地球ではいまだ社会問題としてノッカーズ犯罪が続く中、人類は火星にも生活の場を築きつつあった。
火星コロニーに住む少女・ココロはある日、流産したばかりで傷心のマサコを見舞った帰りに、見たことの無い生き物と出遭う。ぬいぐるみの様に小さなその動物に心惹かれた彼女は、食べ物をあげようと日暮れの荒地に出かけてしまう。一方、空港から逃げ出した1匹の仔犬を捜すために帰宅が遅れたアレスは、娘が自宅に居ないことに気づき、捜索に向かう。方々を捜し歩き荒地へとたどり着いた彼が見たものは、眠るココロのそばで彼女を寒さから守るべく発熱しながら発光する仔犬の姿だった。
後日、その仔犬はドナー一家のペットとして暮らすことになり、「コロ」と名づけられる。喜ぶ妻と娘を微笑み見つめるアレスだったが、彼にはノッカーズ能力を持つコロを監視し管理する密かな役割が与えられていた。

### 舞台背景
※太字は、作品中で使われる用語。
この作品の舞台となる「火星コロニー」は、開口部を縁に沿って六角形のドーム状の蓋で覆った直径12kmに及ぶクレーターの底部に築かれている。物語開始以前に人類は月をも開拓しているが、コロニー内は今もなお大部分に険しい荒地を残し、地球産の研究用家畜などの導入がようやく始まったばかりである。コロニー中心にある中央塔（センタータワー）周辺には整備された街が作られ、人々は一見、平穏な生活を営んでいる。
一方、火星開拓はその労働力の約8割を地球からの労役囚に頼っており、彼らを監督する警備軍も地球から一方的に送られている。労役囚のうち刑期を終えた中には帰化して火星市民となり街で暮らす者も居るが、目印となる首輪を着けられた労役囚に対する露骨な差別も存在する。また、火星コロニー自体は地球から独立した自治権を得ているが、コロニー辺縁部を境とした未開地域は地球側の支配領域である。
単行本巻頭に収録された年表には1957年のスプートニク1号打ち上げに始まる宇宙開拓の歴史が記され、1999年に設定された架空の事件「オルタレイション・バースト」以降も2001年にはマーズ・オデッセイなど実在の宇宙計画が作品内でも存在することが明記されている。同年表によればこの後、2010年に人類が初めて火星へと降り立ち、2031年に火星コロニー建設が始まり、2040年に火星移住が計画され、2044年に火星コロニーが完成、2048年に火星評議会（火星コロニーの自治政府）が発足したと同時に「火星暦」が定められた。

## 登場キャラクター
ココロ・ドナー
この物語の主人公である小学5年生の少女。西暦2048年（火星暦元年）生まれ（10歳）。短めの金髪と青い眼を持ち、髪に赤いヘアバンドを着けている。明るく好奇心旺盛で、純真な性格。物語開始以前に孤児となり、物語開始の5年前（2053年）にドナー夫妻の娘として引き取られ、3年前（2055年）に彼らと共に火星コロニーへ移住した。あるとき、マサコの見舞い帰りに仔犬（後のコロ）と遭遇、ほどなく心を通わせ、以来いつも一緒に居る。物心ついてから長らく地球外で生活していたらしく、コロと出逢うまで他の子ども同様に地球の動物を見たことが無かった。当初は両親に対して照れもあってか名前で呼んでいたが、火星コロニーにとって一大プロジェクトであった降雨実験をアレスが成功させ、同時に当局に拘束されていたコロを彼が取り戻して以来、彼らを「お父さん」「お母さん」と呼ぶ様になった。
コロ
ドナー家で飼われている仔犬。元々は研究用として地球から移送されて来たが検疫前に脱走、逃亡中にココロと出逢い、紆余曲折を経てドナー家の飼い犬となった。ココロに特に懐いており、名前の由来も「ココロの弟だからコロ」。様態や行動は一般的な仔犬だが、実は火星コロニーで唯一のノッカーズで、発光しながら発熱する能力を持ち、第13話などでは巨大化して荒地の岩石を溶解させながら異常な速度で疾走すらした。そのことは火星評議会でも認識され警戒されてもおり、ドナー家に引き取られた理由も、実は功績あるアレスによる監視の意味もある。但し、あくまでもココロに従順であり、彼女に心配をかけないように振る舞っている。
アレス・ドナー
マサコの夫で、ココロの義父。屈強な体格を持ち、濃い口ひげを生やした黒髪の男性。単行本の年表によれば、西暦2024年生まれ（34歳）。火星評議会議員で、かつて月面コロニーをテロリストから解放するなど多大な功績を持つことで広く知られ、プライベートでもエベレスト（地球）・プラニ山（月）・オリンポス山（火星・未登頂）と人類未踏の「三天体最高峰制覇」が期待される冒険家でもあり、火星開拓の陣頭指揮を執る英雄的人物。一方でとても家族思いでもあり、マサコやココロ、コロに対しても深い思いやりを見せる。反面、起床直後や風呂上りにしばしば全裸で妻子の前に現れてはココロの不興を買う一面もある。
マサコ・ドナー
アレスの妻で、ココロの義母。日本出身。単行本の年表によれば、2032年生まれ（26歳）。物語開始前に火星の特異な環境により流産、第1話では入院していた。地球出身なので動植物の生態についての知識もあり、それらに戸惑うココロやアレクスに対し、時折、助言をする。性格は穏やかで心優しい女性だが、アレス同様に正義感の強い女性でもあり、第15話では得意の乗馬術を使って牛泥棒を追跡、検挙した。
アレクス
ドナー家に設置された住居管理AI。屋内各所に設置された丸い端末を通じて家人と会話する。食事の支度や照明の点灯・消灯などの機能も持ち、家人の健康状態を分析したり、外部からデータを参照して生活管理を行ったりもする。元々は月面コロニー用のコンピュータであるため地球産の動物データを持ち合わせておらず、最初はコロや他の動物が見せる自然な行動を理解できなかった。第11話にてココロに帰宅を促すべく外部端末を通じて接触した生物研究所の温室管理AI・ハナコに一目惚れした。ハナコもアレクスに好意を持っており、現在は周囲の人々すら呆れるほど親密な交際をしている（第12話でアレクスの検査に訪れたコンピュータ技師ビル・バッセによると、恐らく火星で初の事例）。
この作品世界においては、火星コロニーの各建築物には必ず固有の管理コンピュータが設置され、それはとても高度な学習能力を持つ人工知能であり、特に個人の家庭を管理する住居管理AIはそこに住む家族の生活を反映した性格が形成され、時にはアレクスとハナコの様に恋愛感情を持つ場合もある。彼らは外部からデータを収集する以外にも、自己の管轄外の建物に設置された外部端末に接続しそこに居る人々と会話することができるが、それは自分の管理対象となる存在（アレクスの場合は、コロを含むドナー家の人々）がその建物に居る場合に限られる。
ロマノフ・カーター博士
火星コロニーの生物研究所新人研究員。金髪で細身、眼鏡をかけた美形の青年。火星に来て間も無く、コロと共に居たココロと知り合い、彼女の憧れの対象となった。普段は穏やかな性格だが、労役囚であるアシュレイと逢った際には彼を犯罪者呼ばわりし、逆に火星開拓において彼ら火星市民の生活が労役囚の犠牲の上に成り立っているを思い知らされ、落ち込んだこともある。後にマサコから乗馬を習った様で、第17話では馬に乗り放牧を行う姿が描かれた。
マギー・シルバ
ロマノフの上司に当たる女性室長。短い黒髪に眼鏡をかけ、巨乳の持ち主。地球に居た頃のマサコを知る幼馴染でもあるらしい。また、第12話冒頭や第14話などではロマノフを意識してうろたえるなど、彼を憎からず想っている節もある。
トーマ・コリンズ
ココロと同級生の少年。少年たちのリーダー格で、腕白な性格。女子をからかったり、彼らにとってそれまで見たことも無かった動物を乱暴に扱ったりするので、ココロら少女達と衝突することも多い。第3話にて他の少年達と鳥を玩具にして遊んでいるところをココロに見咎められ、腹いせに絡んだコロに足を噛まれ軽症を負った。これがコロをノッカーズとして警戒していた当局によって重大事件として扱われ、彼にとっても意外な騒動に発展する。アレス・ドナーに憧れており、彼同様の皮ジャケットにジーンズを履いている。ココロの友人でもある少女マリナに想いを寄せられているが、彼自身は全く気づいていない。第8話にて出逢ったアシュレイから、ダグ・ランドー形見のナイフを譲り受けた。
アシュレイ・ロッシ
第8話から第10話にかけて登場した、労役囚。目つきが鋭く、長髪を首の辺りでまとめた長身の男性。普段はコロニーの外で開拓に携わっているが、火星開発区でも最も過酷な「PIT」（ピット）で事故死したとされるダグ・ランドーの遺品を、元労役囚で現在は火星市民となった老人サイモンに届けるため、休暇を取りコロニー内にやってきていた。労役囚であるからには過去に何らかの罪を犯したものと考えられ、また気性の荒い面も窺えるが、概ね冷静で根っからの悪人ではないらしい。彼がトーマに譲ったダグのナイフは、後のエピソードでも重要な役割を果たしている。第24話では晴れて火星市民権を得た。
ヤコブ・フィードラ博士
ビブラ

### 他作品からの登場キャラクター
阪中忠四郎蔵人（さかなか ちゅうしろう くらんど）
『クランド』のヒーローで、ノッカーズ能力を持つ霊魂。生前は戦国武将だったが徳川家康との合戦で討死し、徳川家に祟り続けたため、現在は土地神として祀られている。『火星のココロ』では第16話「クランドクロス」に登場。地球を発つマサコに祖母が持たせたお守りに入っていた小石が蔵人の神社のもので、彼の一部が憑依したまま火星にやって来た。その後、マサコが紛失した小石をドナー家に来たばかりのコロが飲み込んでしまったことをキッカケに、第5話や第13話などコロが能力を暴走させかけた際に陰ながら重要な役割を果たしたことが明かされた。彼の宿った小石はこのエピソードの後、コロの首輪に取り付けられた鈴に入れられている。「クランドクロス」掲載の1週間後に更新された『クランド』第5話では、蔵人の神社の敷地に100年以上在った小石には彼の神通力（ノッカーズ能力）の一部が込められることが言及され、同様に蔵人の小さな分身が描かれた。
ウサ探（- たん）
声 - 若本規夫
など。

## 単行本
- 馬場民雄『火星のココロ Beautiful Little Garden』講談社 〈マガジンZKC〉、全3巻
  1. 2008年3月21日第1刷発行（同日発売） ISBN 978-4-06-349342-9
  2. 2008年5月23日第1刷発行（同日発売） ISBN 978-4-06-349359-7
  3. 2008年7月23日第1刷発行（同日発売） ISBN 978-4-06-349373-3
- 馬場民雄『火星のココロ Hero come to Mars.』イーブックイニシアティブジャパン、既刊1巻 - 電子書籍
  1. 2013年4月26日発売

この他、第2部「火星のココロ Hero come to Mars.」は馬場民雄による紙媒体の同人誌にも収録されている。